# Tom Paley
Tom Paley, född 19 mars 1928 i New York, död 30 september 2017 i Brighton i England, var en amerikansk musiker. Han spelade bland annat gitarr, banjo och fiol.

## Diskografi
- Folksongs of the Southern Appalachian Mountains (1953)
- Sue Cow (1969)
- Hard Luck Papa. Old Time Picking Styles and Techniques (1976)
- Stern Old Bachelor (1985)
- Old Tom Moore and More (1991)
- Shivaree! (1955)
- Courtin's A Pleasure (1955)
- Folk Banjo Styles (1962)
- The Old Reliable String Band (1962)
- Who's going to Shoe Your Pretty Little Foot? (1964)
- Tjyvballader och Barnatro (1964) (gitarr och banjo)
- Down in the Willow (1969)
- Dealing a New Hand (from the Same Old Deck) (1999)
- The Mysterious Redbirds
- Svenska Låtar (1998)
- Heartsease (1991)
- On A cold Winter Night (inspelad 1989) (1993)
- Separate Ways (1993)
- Beware Young Ladies - Tom Paley, featuring Bert Deivert (2007)